# فلت راک (اوهایو)
فلت راک (به انگلیسی: Flat Rock) یک منطقهٔ مسکونی در ایالات متحده آمریکا است که در شهرستان سنکا، اوهایو واقع شده‌است.